# 里奇鎮區 (堪薩斯州迪金森縣)
里奇鎮區（英語：Ridge Township）為美國堪薩斯州迪金森縣轄下的鎮區。2010年美国人口普查中此鎮區人口有136人。

## 地理
里奇鎮區涵蓋總面積為94.0平方（36.29平方英里），其中陸地面積為93.7平方（36.17平方英里），水域面積為0.31平方（0.12平方英里）或0.33%。海拔高度409（1,342英尺）。

## 人口統計
根據2010年美國人口普查，里奇鎮區人口有136人，其中男性有75人，女性有61人，人口密度為每平方公里1.45人，住房計64戶。鎮區內的白人有128人，非裔美國人有0人，美洲原住民有0人，亞裔美國人有0人，太平洋島裔美國人有4人，其他種族有0人，混血種族則有4人。此外鎮區內有1人為西班牙裔或拉丁裔美國人。此鎮區之年齡中位數為46.6歲，而男性年齡中位數為44.8歲，女性年齡中位數為47.9歲。

## 交通

### 主要公路
- 4號堪薩斯州州道
- 43號堪薩斯州州道